# Estación La Plata (Provincial)
La Plata es el nombre de una estación de ferrocarril ubicada en la ciudad homónima, provincia de Buenos Aires, Argentina.

## Servicios
La estación era terminal del otrora Ferrocarril Provincial de Buenos Aires para los servicios metropolitanos hacia y desde Avellaneda y los servicios interurbanos con destino a Mira Pampa, Olavarría y otros destinos del oeste y sur de la provincial. No opera trenes de pasajeros desde 1977. En la actualidad un grupo de ferroaficionados llamados "Amigos del Ferrocarril Provincial" realizan distintas tareas de mantenimiento en zorras para no perder la traza ferroviaria. Las actividades consisten en desmalezamientos, levantamiento de rieles, entre otras. 
En el edificio actualmente se encuentra el Centro Cultural Estación Provincial.
El 18 de septiembre de 2023 se inauguró la extensión del Tren Universitario la cual trajo con si la nueva Parada Meridiano V que se encuentra a pocos metros de esta histórica estación.